# Eukoenenia austriaca
Eukoenenia austriaca este o specie de palpigradi din familia Eukoeneniidae. Palpigradul este depigmentat și lipsit de văz. Este specie troglofilă și se întâlnește în peșterile din Austria, Italia, Slovenia și România (în Peștera cu Lapte de la Runcu)